# イエメンのイスラム教

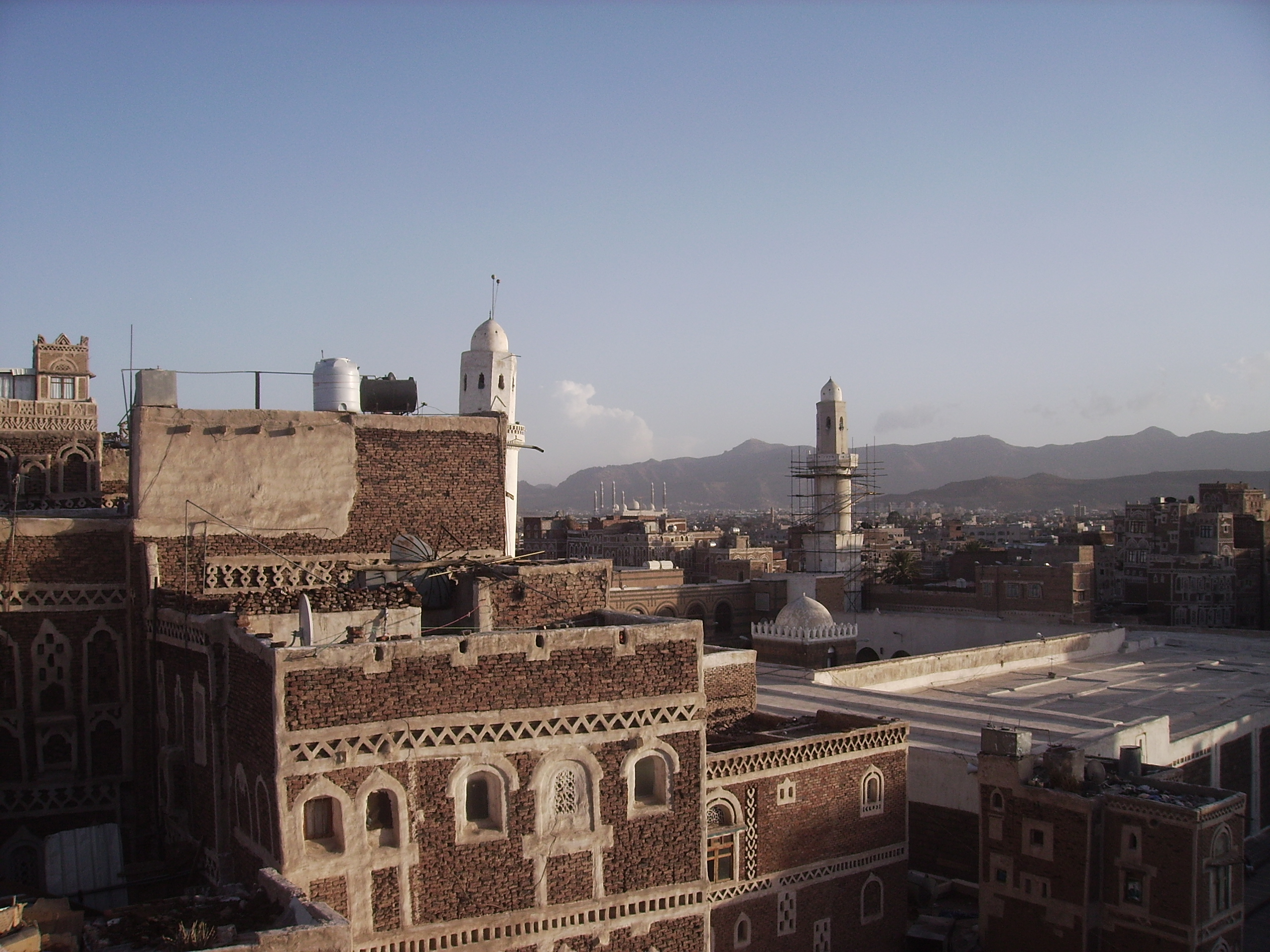
サナアの大モスク

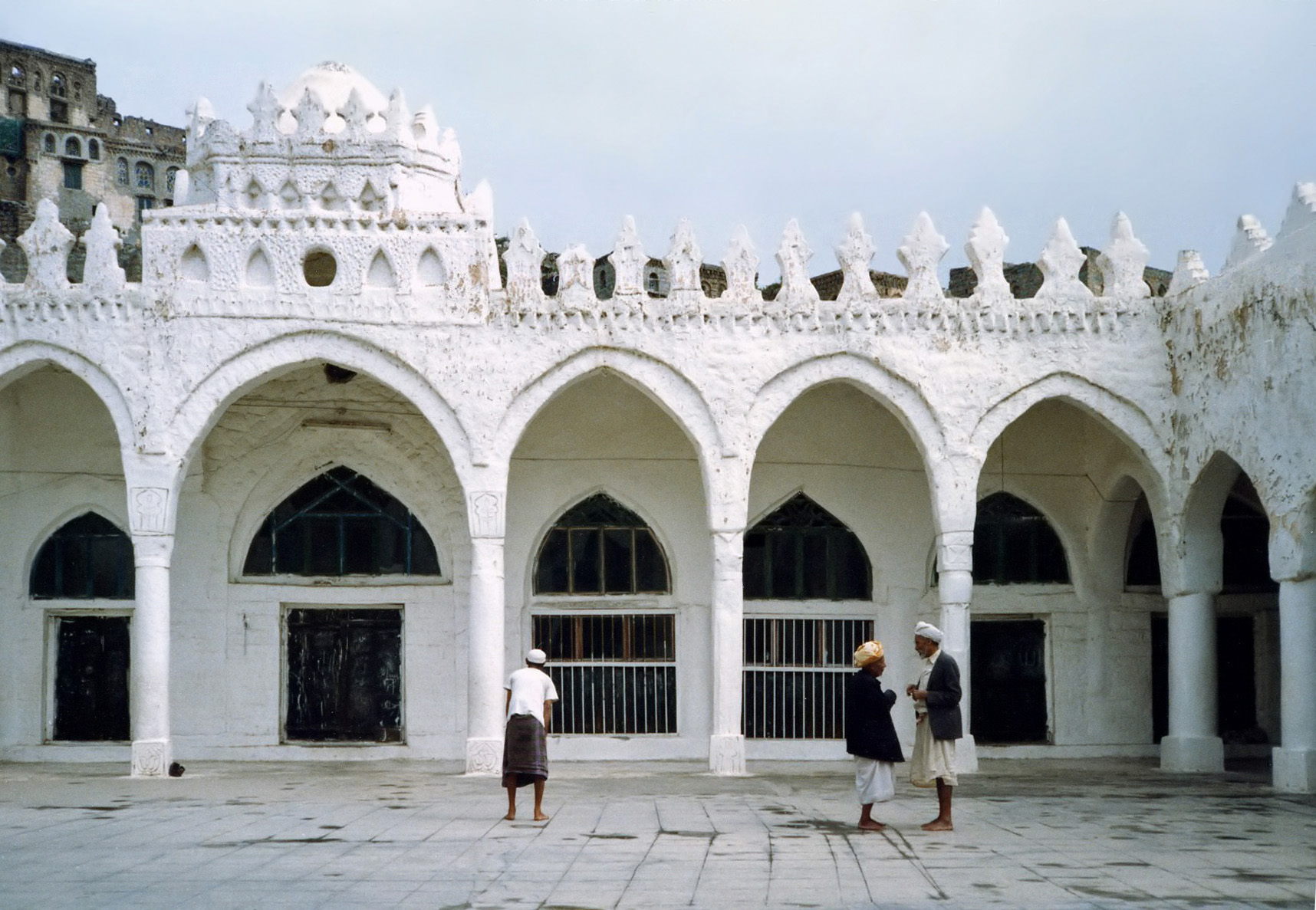
ジブラのモスク

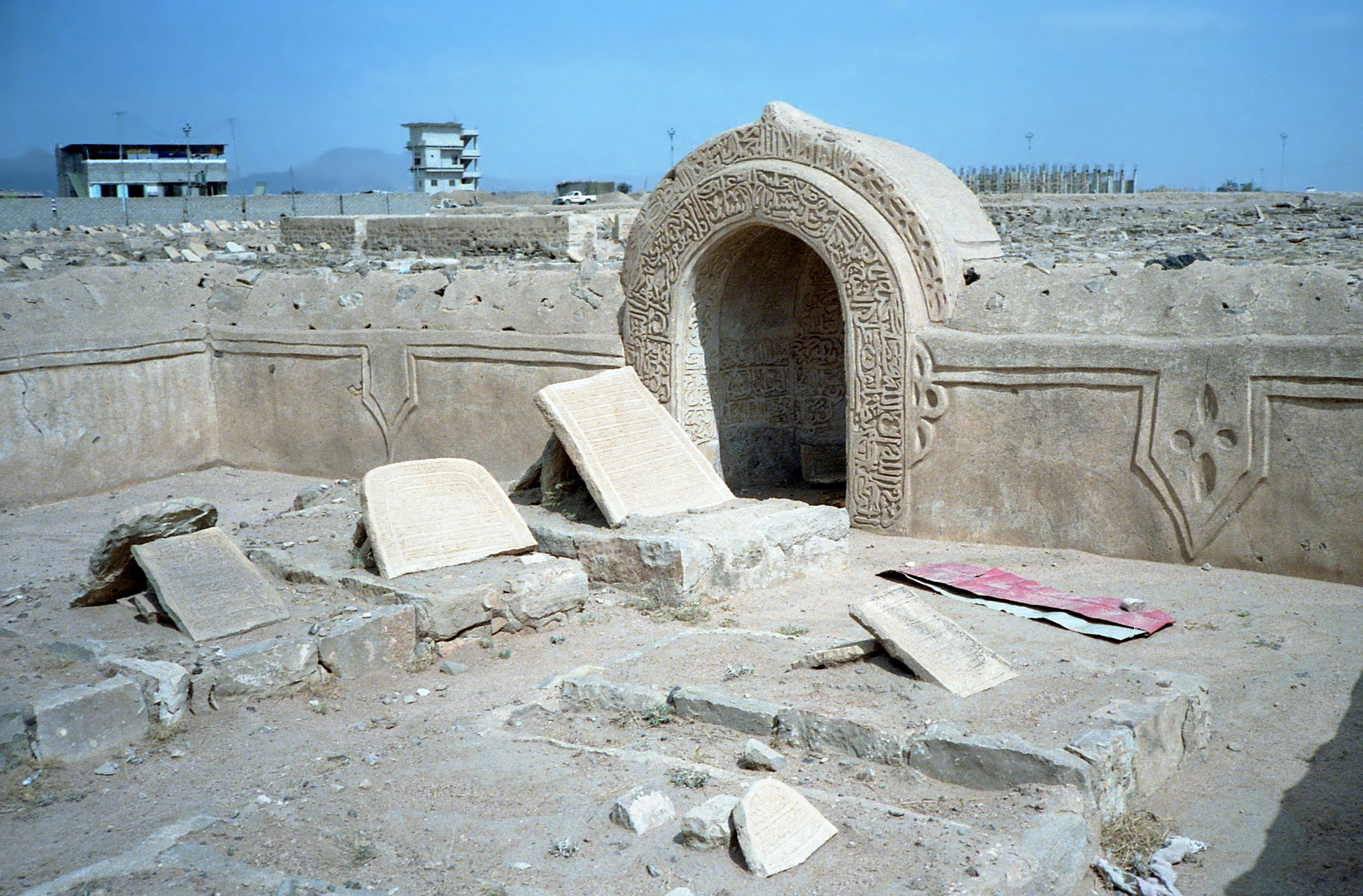
サダアの墓地

本項目ではイエメンのイスラム教について記述する。

## 歴史
ムハンマドが存命中にアリーがイスラム教を布教した630年ごろにさかのぼる。ジャナド（タイーズ付近）のモスクやサナアの大モスクが建設されたのはこの時期のことであった。なかんずく山間部に位置するサナアは布教の中心地として栄えることとなる。
9世紀に入るとザイド派のイマーム（導師）が支配するようになるが、16世紀には北部がオスマン帝国の支配下に入る。この間、1454年頃宗教学者のザブハニーがコーヒーの飲用を初めて一般公開、メッカを中心にコーヒーがイスラム世界に瞬く間に広がってゆく。
1918年にオスマン帝国が崩壊すると、北イエメンはイマームを国王とするイエメン王国が成立。1962年には軍事クーデターが発生しイエメン・アラブ共和国と名を改めるものの、追放された国王派との間で内戦が8年間続く。一方南イエメンは1970年に社会主義国家イエメン民主人民共和国が誕生したことで、イデオロギー上の対立から1972年及び1979年に北イエメンとの紛争が勃発した。
冷戦崩壊間際の1990年5月に南北イエメンが統一を果たし、ザイド派の少数派に属するサーレハ家から、アリー・アブドッラー・サーレハがイエメン共和国初代大統領に就くこととなる。
イエメン共和国成立を経てもなお不穏な状況は変わらず、2011年に入りサーレハ大統領の退陣を求める反政府デモが発生（アラブの春）、10月26日にはデモ弾圧に抗議すべく、女性数1000人が伝統衣装のスカーフやベールを大量に焼却。保守的なイスラム教政治が続いているため、女性は伝統的に社会的地位が低く、この種の抗議活動は初めて。CNNの報道では、ベール焼却などの行動は女性への弾圧が増加していることも背景にあるとされ、デモ参加者の証言によると10月のみで女性60人以上が攻撃を受けたという。
また2014年1月31日には北部のアムラン州でザイド派の反政府民兵と地元のハシド族とが大規模な軍事衝突を展開、60人が死亡した。連邦制が将来導入されるのを受け、ザイド派が北部で勢力拡大を図ったためと見られる。

## 各派の人口動態
イエメン人は50 - 55%程度がスンナ派で、シーア派が42% から47% となっている。各宗派を見ると、スンナ派（主としてシャーフィイー学派。他学派に属する者もいる）が50 - 55%で、シーア派のうちザイド派が40 - 45%、ジャアファル法学派やイスマーイール派西方派が2 - 5%である。
スンナ派は南部及び南西部で強く、ザイド派は北部や北西部に多い。ジャアファル法学派はサナアやマリブといった北部の主要都市にいる。大都市では様々な共同体が混在する。
北部の高原地帯のザイド派は、数世紀にわたりイエメン北部の政治的、文化的生活を支配してきた。しかし、人口のほぼ全てをシャファーイー学派が占める南部が統合、合流したことにより、ザイド派優位だった人口バランスが大きく変化した。それにも関わらず、ザイド派はいまだ政府、なかんずく軍隊内の旧北イエメン部隊において強い。
上述のように少数派を除きイスラム教の聖職者による、宗教が原因とされる暴力事件は発生してもいなければ許容されてもいない。しかしながら、サウジアラビア出身のワッハーブ派及びサラフィー派や、サダム・フセインを支持する反シーア派のイラク人が政府に影響を及ぼしており、政府と主にザイド派の部隊との間の衝突が存在する。

## 教育
公立学校ではイスラム教教育を提供しているが他宗教の教育は行っていない。ただしムスリム市民がイスラム教を教えない私立学校へ通学することは許されている。イエメンの歴史的背景から、学内でのイデオロギー的、宗教的過激主義（要するにイスラム過激派）を抑えるため、政府は私立、国立学校で公式に認可されたカリキュラム以外でのいかなる教育課程も認めていない。
政府は無認可の宗教学校が公的な教育要件から逸脱し、好戦的なイデオロギーを促進するのを懸念しているため、4500ヶ所以上に上る無認可学校を閉鎖し、そこで学ぶ外国人学生を国外追放処分に付している。